# Rhamnus rosthornii
Rhamnus rosthornii är en brakvedsväxtart som beskrevs av Ernst Georg Pritzel. Rhamnus rosthornii ingår i släktet getaplar, och familjen brakvedsväxter. Inga underarter finns listade i Catalogue of Life.